# Fritz Lang
Fritz Lang, all'anagrafe Friedrich Christian Anton Lang (Vienna, 5 dicembre 1890 – Beverly Hills, 2 agosto 1976), è stato un regista, sceneggiatore e scrittore austriaco naturalizzato statunitense.

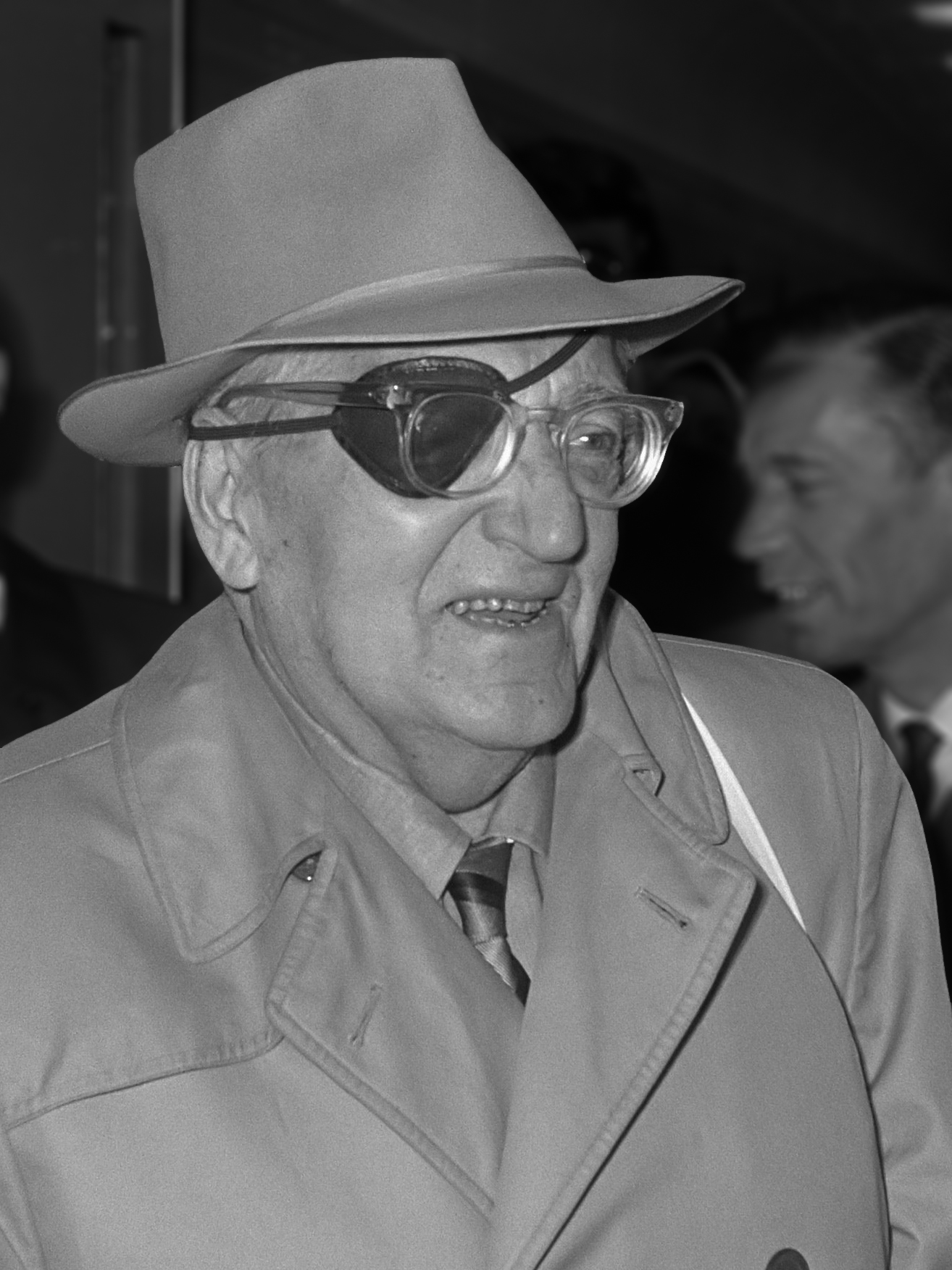
Fritz Lang nel 1969.

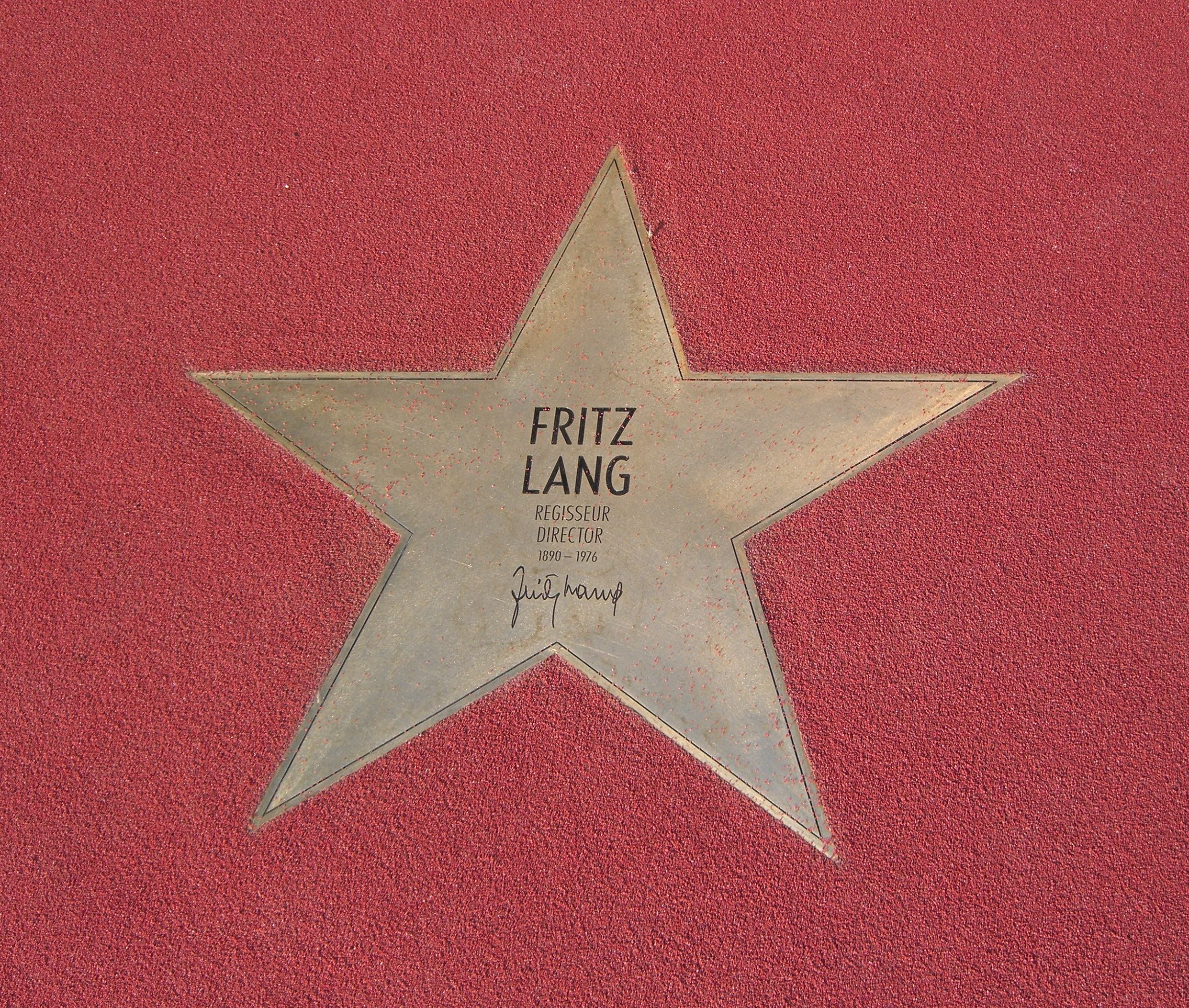
Boulevard delle Stars a Berlino: stella di Fritz Lang

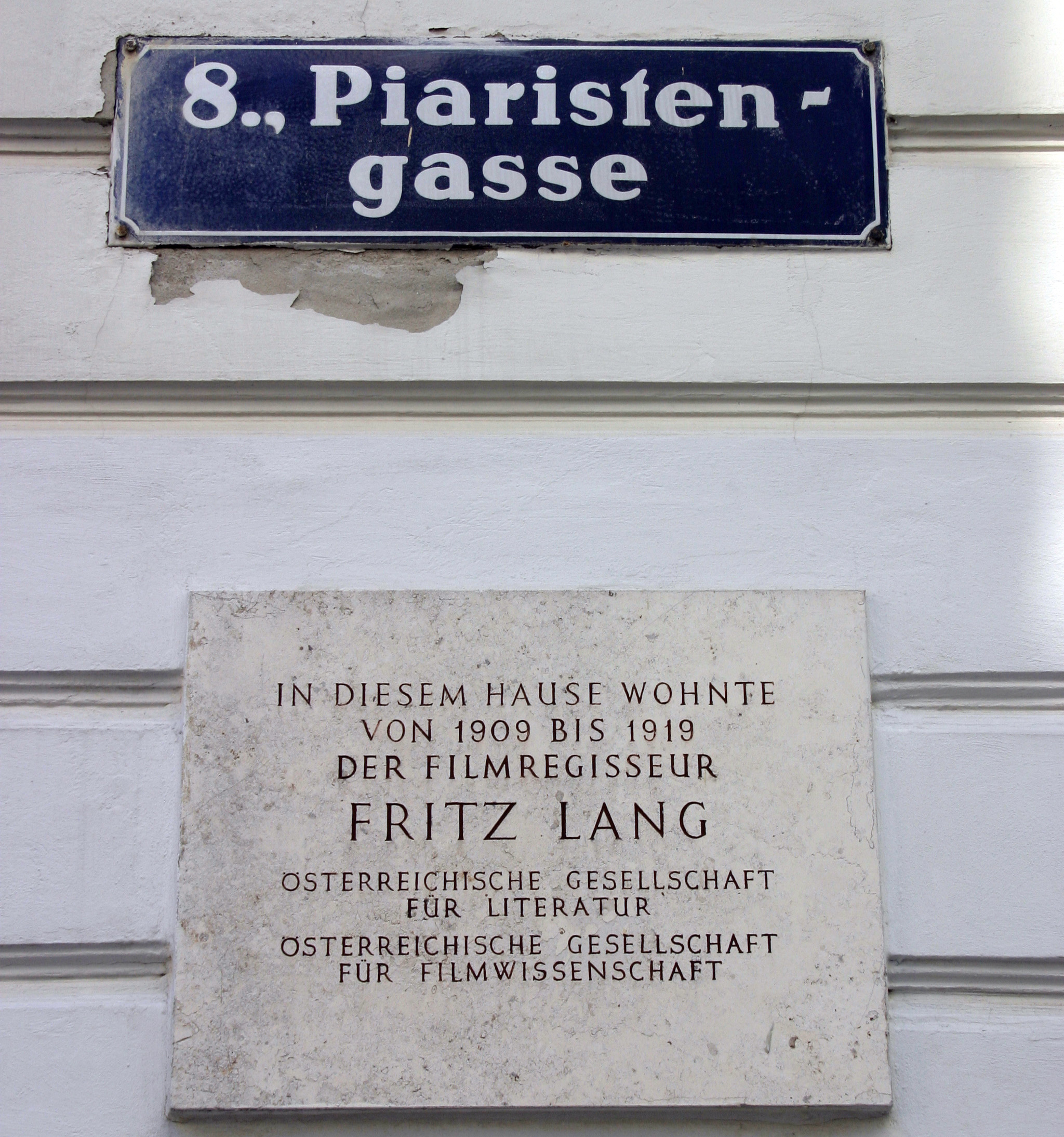
Targa commemorativa per Fritz Lang a Vienna

Il suo ruolo nella storia del cinema è unanimemente considerato di primaria importanza. È stato definito "uno dei maestri universalmente riconosciuti del cinema" (Aurélien Ferenczi), "il più grande maestro del cinema tedesco" (Sandro Bernardi), "il simbolo stesso del cinema" (Jean-Luc Godard, che ha voluto Lang come attore nel suo film Il disprezzo).

## Citazioni sul regista
Fritz Lang è uno dei primi registi consapevoli del proprio ruolo creativo:
(Paolo Bertetto, Introduzione alla storia del cinema, p. 38.)
In quarant'anni di attività ha realizzato un'opera imponente.
«Dal 1919 al 1960, Fritz Lang ha girato 15 film muti e 30 sonori. Ha attraversato il melodramma, le avventure da feuilleton, la storia edificante, la leggenda, la fantascienza, lo spionaggio, il poliziesco talvolta psicanalitico, la commedia musicale e non, la testimonianza sociale, il western, il film resistenziale o di guerra.[…]»
Inizia la sua carriera con grande successo nella Germania della Repubblica di Weimar; con l'avvento di Hitler al governo sceglie l'esilio, vive una breve parentesi in Francia, ricomincia da capo in America, a Hollywood, e ritorna infine in Europa nell'ultimo periodo. Vicino alle correnti artistiche cinematografiche a lui contemporanee, la scuola espressionista tedesca, il teatro da camera Kammerspiel e il movimento denominato Nuova oggettività (Neue Sachlichkeit), non si identifica in nessuna di esse.
Lotte Eisner, conoscitrice profonda del suo lavoro, afferma che
"...la ricca personalità di Fritz Lang e la complessità della sua opera impediscono di schedare il regista sotto una semplice etichetta".
Di se stesso Lang dice:
(Fritz Lang, in Lotte H. Eisner, Fritz Lang, p. 9.)
e del suo mestiere:
(Fritz Lang in Luc Moullet, Fritz Lang, p. 116.)

## Biografia

### Le fonti
Le fonti sulle notizie biografiche di Fritz Lang non sono sempre univoche e documentate, specialmente per quel che riguarda il primo periodo della vita del regista.
Egli stesso aveva inviato a Lotte Eisner un proprio profilo autobiografico (dall'anno della nascita alla partenza per l'America, 1890-1933), intitolato Fritz Lang: Autobiografia. La monografia di Lotte H. Eisner, pubblicata a Londra nel 1976, è un testo fondamentale per la conoscenza dell'opera di Lang. In Italia è stato tradotto da Margaret Kunzle e Graziella Controzzi e pubblicato da Mazzotta nel 1978:
- Lotte H. Eisner, Fritz Lang, Mazzotta, Milano 1978.

Un altro profilo autobiografico, redatto da Lang e risalente agli anni '60, intitolato Autobiografia Parigina (dal 1890, anno della nascita, al 1966), è inserito in un volume, in lingua italiana, la cui consultazione, per la ricchezza e serietà dei documenti raccolti, risulta indispensabile per lo studio delle opere di Lang:
- Paolo Bertetto-Bernard Eisenschitz, Fritz Lang. La messa in scena, Lindau, Torino 1993.

Paolo Bertetto, infine, rimanda, per un'informazione più precisa sullo stato attuale della ricerca relativa alla biografia di Lang, alla cronologia stabilita in:
- Georges Sturm, Fritz Lang: Films/Textes/Références, Presses Universitaires de Nancy, Nancy, 1990.

Per quel che riguarda l'attività del regista durante il periodo americano la fonte principale di notizie è rappresentata dall'intervista concessa da Lang a Peter Bogdanovich nella sua casa di Beverly Hills, in California, durante un periodo di sei giorni, nei mesi di agosto e settembre del 1963, pubblicata nel 1967 con il titolo Fritz Lang in America, tradotto poi in italiano da Massimo Armenzoni e pubblicato nel 1988:
- Peter Bogdanovich, Il cinema secondo Fritz Lang, Pratiche Editrice, Parma 1988.

### La famiglia
Friedrich Christian Anton Lang nasce a Vienna il 5 dicembre 1890.
Egli racconta che suo padre, Anton, era un architetto comunale, Stadtbaumeister, e sua madre si chiamava Paula, nata Schlesinger.
I suoi genitori si erano sposati nel 1883; suo padre era figlio illegittimo e portava il nome della madre; Paula apparteneva a una famiglia di commercianti ebrei e successivamente si convertì al cattolicesimo. Fritz ha un fratello maggiore, Adolf, detto Dolf. La famiglia risiede nella Piaristengasse.
.

### Gli studi
Durante l'infanzia frequenta la Volksschule e dal 1905 la Realschule. Dal 1907, assecondando i desideri del padre, inizia a studiare architettura alla Technische Hochschule di Vienna.
(Fritz Lang, Fritz lang: Autobiografia, in Lotte H. Eisner, Fritz Lang, p. 9.)
Così avviene che si trasferisce all'Accademia di Arti Grafiche per dedicarsi alla pittura. Durante gli anni della sua formazione, legge molto, indiscriminatamente, letteratura colta e romanzi popolari o d'avventura: Karl May e Jules Verne, libri sull'occultismo, Il Golem di Meyrink, Schopenhauer, Kierkegaard, Nietzsche, i classici tedeschi e austriaci, Shakespeare, Hans Sachs. Nel 1911 lascia la famiglia e si iscrive alla Staatliche Kunstgewerbeschule di Julius Dietz di Monaco, per seguire i corsi del pittore simbolista Franz von Stuck.

### I viaggi, Parigi, il cinema
Nel 1912 inizia a viaggiare per l'Europa: Germania, Belgio, Paesi Bassi, Russia e, più tardi, anche per l'Asia, Turchia, Asia Minore, Bali, infine il Nordafrica. Si guadagna da vivere illustrando cartoline, vendendo disegni e vignette per qualche giornale. Nel 1913 approda a Parigi e vi rimane fino all'agosto 1914. Abita a Montmartre, prende lezioni di pittura da Maurice Denis e la sera fa ritratti dal vivo all'Académie Julien.
Nel tempo libero frequenta assiduamente i cinema francesi. Il cinema lo interessa già molto da un punto di vista creativo:
(Fritz Lang, Autobiografia Parigina, in Bertetto-Eisenschitz, Fritz Lang: la messa in scena, p. 53.)

### La prima guerra mondiale
Allo scoppiare della guerra fa ritorno a Vienna; è chiamato sotto le armi e dal gennaio 1915 arruolato come ufficiale di riserva per combattere nelle file dell'esercito austro-ungarico. È ferito diverse volte e riceve alcune medaglie. All'inizio del 1918, dopo essere stato gravemente ferito, è rimpatriato dal fronte italiano a Vienna, dove viene ricoverato per due mesi all'ospedale militare. Dichiarato inabile al servizio attivo, approfitta della lunga convalescenza per scrivere copioni e sceneggiature per film. Riesce a venderne due a Joe May, Die Hochzeit im Excentricclub (Matrimonio al club degli eccentrici) e Hilde Warren und der Tod (Hilde Warren e la morte). Alcuni mesi più tardi, tornato a Vienna in licenza, va a vedere il film tratto dalla prima sceneggiatura venduta: amara è la delusione di non trovare nei titoli di testa il suo nome come sceneggiatore, e soprattutto gli sembra irriconoscibile il prodotto che ne è uscito:
(Fritz Lang, Fritz Lang: autobiografia, in Lotte H. Eisner, Fritz Lang, p. 12.)
Successivamente, in un teatro di Vienna dove recita la parte di un tenente in una commedia intitolata Der Hias per guadagnare qualcosa, viene notato dal produttore Erich Pommer che gli offre un contratto con la Decla a Berlino.

### Berlino
Berlino era la capitale della cinematografia tedesca. Qui Lang, all'inizio, lavora come scrittore di copioni presso la casa di produzione di Erich Pommer, la Decla, e continua anche a recitare per arrotondare i guadagni modesti.
Nel 1919 riceve l'incarico di girare il suo primo film, Halbblut. Si trova a lavorare proprio nei giorni della insurrezione spartachista:
(Fritz Lang, Fritz Lang: autobiografia, in Lotte H. Eisner, Fritz Lang, p.13.)
Gira poi sempre nel 1919 un secondo film, Der Herr der Liebe. Entrambe queste prime opere risultano perdute. È sopravvissuta invece la copia del terzo film I ragni: Il lago d'oro (Die Spinnen, 1. Teil: Der Goldene See). Seguono poi Harakiri e la seconda parte de I ragni: La nave dei diamanti (Die Spinnen, 2. Teil: Das Brillantenschiff). I film a quei tempi si scrivevano e si giravano in poco tempo.
Nel 1919 si sposa con Lisa Rosenthal. Nel 1920 ottiene la cittadinanza tedesca.
I ragni sono un successo, ma Lang è deluso dalla produzione che gli ha impedito di realizzare due progetti a cui teneva molto: Das indische Grabmal erster Teil - Die Sendung des Yoghi (Il sepolcro indiano) di cui aveva scritto la sceneggiatura e che fu girato da Joe May e Il gabinetto del dottor Caligari che gli era stato promesso e che fu invece affidato a Robert Wiene. Abbandona dunque la Decla e firma un contratto con la May-Film GmbH.

### Collaborazione con Thea von Harbou

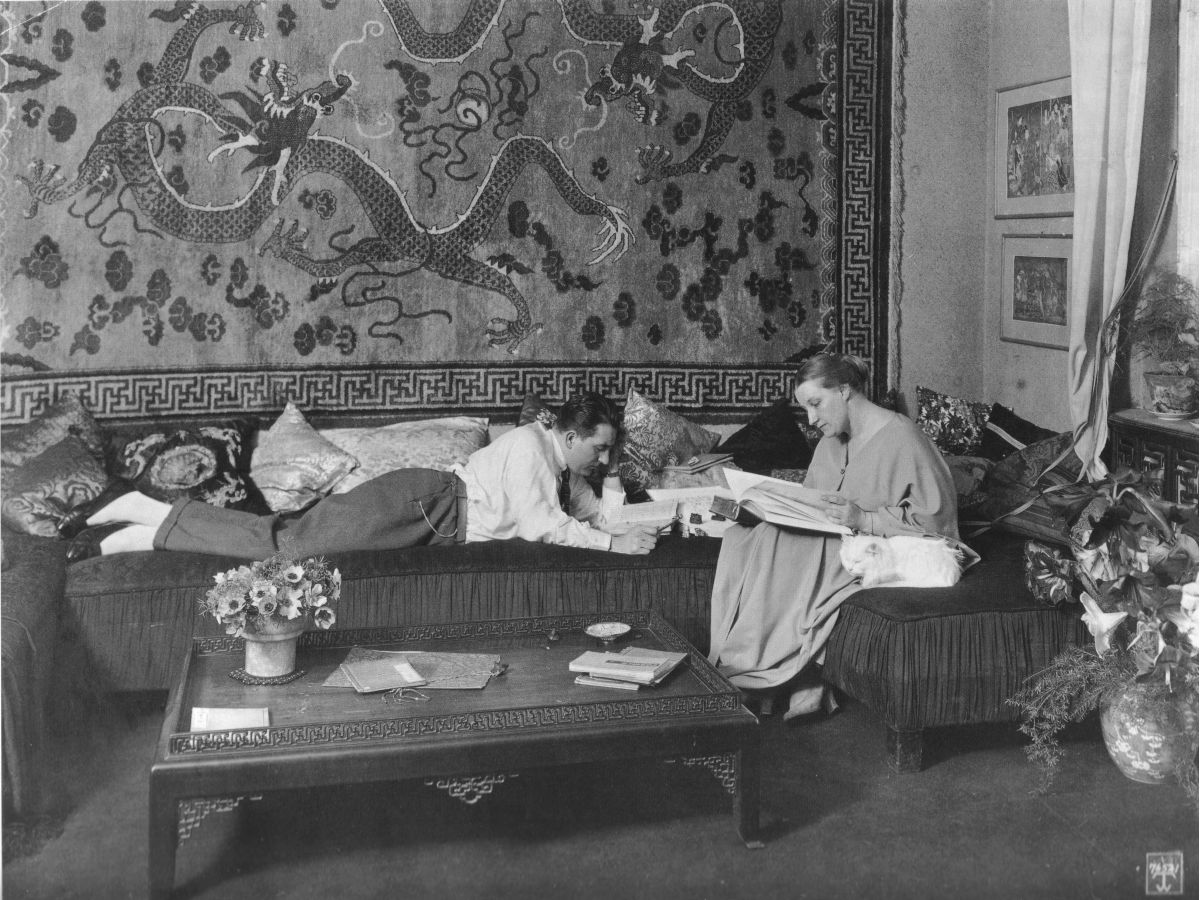
Fritz Lang e Thea von Harbou nel loro appartamento a Berlino nel 1923-1924

Per la nuova casa di produzione scrive una sceneggiatura in quattro parti Der Silberkönig (Il re d'argento) e dirige un nuovo film Das wandernde Bild (La statua errante), la cui sceneggiatura viene scritta a due mani da lui e da Thea von Harbou. L'incontro con la scrittrice segna l'inizio di un sodalizio artistico e sentimentale che durerà fino al 1933. Thea von Harbou scriverà le sceneggiature dei suoi film più celebri e lo sposerà nel 1922.
Nel 1921 arriva il suo primo grande successo internazionale con la favola romantica d'amore e di morte Destino. Seguono Il dottor Mabuse, "un thriller che fonde in un intrigo poliziesco la mitologia del superomismo con il tema della predestinazione e il sentimento metafisico dell'inevitabile colpevolezza umana"; I nibelunghi, una saga epica; Metropolis, un grandioso capolavoro fantascientifico.
(Gianni Rondolino, Manuale di storia del cinema, p. 168.)

### Inizio anni trenta
Nel 1931 esce sugli schermi il primo film sonoro di Lang: è M - Il mostro di Düsseldorf, un capolavoro di angoscia e di terrore, "...un'aspra, geniale parabola sui riacquistati temi della colpa e dell'ambigua giustizia umana". Nel 1932, preoccupato dello svilupparsi del movimento nazista, Lang decide di girare un nuovo film su Mabuse, il personaggio creato nel 1921, Il testamento del dottor Mabuse. Di esso dirà più tardi:
"Dobbiamo terrorizzare la gente dicendo che finirà per perdere ogni autorità di cui si sente investita... finché non si solleverà distruggendo il vecchio stato... per fare con noi un nuovo mondo. Sulle rovine dello stato distrutto noi creeremo il regno del crimine..."»
(Fritz Lang, Autobiografia Parigina, in Bertetto-Eisenschitz, Fritz Lang, pp. 55-56.)
Nel 1933, dopo la salita al potere del partito nazista, a Lang, già molto affermato, pare fosse stata offerta da Joseph Goebbels in persona la carica di dirigente nell'industria cinematografica tedesca, nonostante il regime avesse violentemente avversato una delle sue pellicole più celebri, M - Il mostro di Düsseldorf, e avesse impedito la distribuzione di Il testamento del dottor Mabuse. I due conversarono il 30 marzo. Quando Lang fece notare a Goebbels le sue origini ebraiche, il ministro della propaganda rispose: "Non faccia l’ingenuo signor Lang, siamo noi a decidere chi è ebreo e chi no!". Lang ha sostenuto di avere inizialmente accettato l'offerta, ma di avere abbandonato la Germania la sera stessa, sospettando una trappola. In realtà il regista avrebbe lasciato definitivamente Berlino quattro mesi dopo il preteso colloquio con Goebbels, il 31 luglio 1933. Thea von Harbou resta in patria e collabora con il regime, continuando a scrivere e dirigere film.

### Un anno a Parigi
Lang si stabilisce in un primo tempo in Francia. A Parigi incontra il produttore Erich Pommer, che aveva lasciato la Germania qualche settimana prima di lui. Alcuni amici gli procurano la "carte de travail" e dirige per la French Fox Film La leggenda di Liliom, una tragicommedia. Il film non ha successo e Lang non riceve altre proposte di lavoro dai francesi. È la Metro-Goldwyn-Mayer a proporgli un contratto e il regista lascia a malincuore Parigi per Hollywood.

### Stati Uniti d'America
Arriva negli Stati Uniti, a Hollywood, nel 1934, diventando poi cittadino statunitense nel 1939. Firma per la MGM il primo contratto negli USA il 1º giugno 1934 e la carriera hollywoodiana gli fa conoscere una nuova serie di successi. Mantiene una certa indipendenza nei confronti delle case di produzione, che cambia abbastanza spesso, firmando contratti brevi e riservandosi un margine di autonomia per portare a compimento i suoi progetti.

#### Una trilogia sociale
Realizza dapprima una trilogia realista e sociale: Fury, Furia, del 1936, un pamphlet sul linciaggio e l'irrazionalità della folla, You Only Live Once, Sono innocente, del 1937, la tragedia dell'impossibilità di reintegrarsi nella società per chi esce dal carcere, You and Me del 1938, una commedia sulla inutilità del furto, per la quale Kurt Weill scrisse la musica.

#### Western
Il produttore Darryl F. Zanuck gli propone di girare due western sul tema della vendetta: The Return of Frank James, Il vendicatore di Jess il bandito, del 1940 e Western Union, Fred il ribelle, del 1941.

#### Tetralogia antinazista
Negli anni della seconda guerra mondiale si impegna in opere legate al contesto bellico e politico, come Man Hunt, Duello mortale, del 1941; Hangmen Also Die!, Anche i boia muoiono, del 1943, scritto con Bertolt Brecht; Ministry of Fear, Il prigioniero del terrore, del 1944 e Cloak and Dagger, Maschere e pugnali, del 1945.

#### Film noir e altro
Negli anni quaranta dirige una serie di film noir, spesso venati di elementi psicoanalitici: The Woman In The Window, La donna del ritratto, del 1944, Scarlet Street, La strada scarlatta, del 1945, remake de La cagna di Jean Renoir, Secret beyond the Door, Dietro la porta chiusa, del 1948 e House by the River, Bassa marea, del 1950.
Negli anni cinquanta, a eccezione di un film di guerra, American Guerrilla in Philippines, I guerriglieri delle Filippine, del 1950, di un western romantico con Marlene Dietrich, Rancho Notorious del 1952 e di un film d'avventura Moonfleet, Il covo dei contrabbandieri, del 1954, continua a girare melodrammi, film di suspense e film noir: Clash By Night, La confessione della signora Doyle, del 1952, Human Desire, La bestia umana, del 1954, tratto da La Bête humaine di Émile Zola, remake di un altro film di Jean Renoir.
The Blue Gardenia, Gardenia blu e The Big Heat, Il grande caldo, del 1953, While The City Sleeps, Quando la città dorme e Beyond a Reasonable Doubt, L'alibi era perfetto, del 1956, si possono raggruppare per il tema comune: il ruolo svolto dai mass media nella società moderna. Il critico Renato Venturelli definisce gli ultimi tre newpaper's trilogy.

### Ritorno in Europa
Lang decide di tornare in Germania verso la fine degli anni cinquanta.
Gira due film di genere avventuroso-esotico ambientati in India, La tigre di Eschnapur (1958) e Il sepolcro indiano (1960), con i quali riprende e realizza un lontano progetto ideato e scritto con Thea Von Harbou nel 1921 e sottrattogli da Joe May. I film sono accolti in modo contrastante dalla critica ma sono apprezzati dal pubblico e ottengono un buon risultato commerciale.
L'ultimo film, Die tausend Augen des Dr. Mabuse, Il diabolico dottor Mabuse (1960), appare una specie di testamento spirituale. Con esso Lang offre al pubblico una attualizzazione del personaggio creato dalla sua fantasia negli anni venti: nella società moderna il potere occulto sono i mille occhi (Die tausend Augen) che spiano attraverso la videosorveglianza e la televisione.
Lang, ricollegandosi agli inizi della sua carriera, sembra volere chiudere il cerchio della sua opera.

### Riconoscimenti
I sedici anni che separano il suo ultimo film dalla morte, avvenuta il 2 agosto 1976 nella sua casa di Beverly Hills, sono densi di impegni e riconoscimenti. Nel 1962 viene allestita una rassegna dei suoi film al National Film Theatre di Londra.
Nel 1963 partecipa come attore nelle vesti di sé stesso (Fritz Lang nella parte di Fritz Lang), a Il disprezzo di Jean-Luc Godard. Il film viene premiato al Festival di Berlino. Esce Begegnung mit Fritz Lang, un film-intervista realizzato da Peter Fleischmann.
Nel 1964 fa parte della giuria al Festival di Cannes.
Presiede la giuria del festival del cinema documentario di Mannheim.
Nel 1966 è parte della giuria al festival di Rio de Janeiro.
Nel 1967 New York gli dedica una retrospettiva al Museum of Modern Art. Nel 1971 a Berlino e a Vienna si organizza una grande retrospettiva delle sue opere e gli viene conferita la Medaglia d'Onore.
Con queste parole Fernaldo Di Giammatteo conclude la presentazione di Lang:
(Fernaldo Di Gianmatteo, Dizionario Universale del Cinema, vol. I registi, p.843.)

## Coerenza e continuità
Peter Bogdanovich: fato, assassinio, vendetta.
(Peter Bogdanovich, Il cinema secondo Fritz Lang, p. 10.)
Goffredo Fofi: un teatro morale.
(Goffredo Fofi, I grandi registi della storia del cinema, Donzelli, 2008.)

## Il mondo di Lang

### Il destino
(Fritz Lang in Peter Bogdanovich, Il cinema secondo Fritz Lang, pp. 34-35.)

### Incubi e figure dannate
Le lacrime che egli strappa per le figure dannate che lo abitano – la coppia di Sono innocente, la prostituta di Duello mortale, l'artista di La strada scarlatta, la donna del gangster de Il grande caldo – nascono dal profondo della sua personalità; con parole sue, a loro va "tutto il mio cuore".»
(Peter Bogdanovich, Il cinema secondo Fritz Lang, p. 16)

### Antitesi
(Stefano Socci, Fritz Lang, p. 129.)

## Il pensiero di Lang sul cinema

### Il cinema: una lingua universale
Lang scriveva nel 1924:
(E. Beyfuss, A.Kossowsky, Das Kulturfilmbuch, Carl P. Chryselins'scher Verlag, Berlin 1924, citato in Paolo Bertetto-Bernard Eisenschitz, Fritz Lang. La messa in scena, p. 165.)

### Il volto umano
Lang, nel 1926, intervenendo sul tema Le prospettive del cinema in Germania affermava:
Il secondo regalo che il cinema ci farà saranno le intuizioni visive nel senso più puro delle rappresentazioni espressioniste del processo mentale. Parteciperemo ai moti dell'animo non solo dall'esterno, non ci limiteremo più a vedere soltanto i risultati delle emozioni, ma le condivideremo intimamente fin dal momento della loro comparsa, dal primo bagliore di un pensiero fino alla logica conseguenza finale dell'idea.»
(F.Th.Csokor, H.Ihering, F. Lang, R. Wiechert, Dove stiamo andando? Prognosi critica per la nuova stagione, «Die literarische Welt», n. 40, 1.10.1926.)

### Gli oggetti e la luce nel cinema muto
Nel 1929, in un intervento sul tema L'arte mimica nel film a proposito di quella che lui chiama "fisionomia degli oggetti", sosteneva:
(Fritz Lang, L'arte mimica nel film, «Der Film», n. 1, 1º gennaio 1929.)

### Le doti di un regista
Scriveva nel 1927 sul tema La moderna regia cinematografica:
(Fritz Lang, La moderna regia cinematografica, in «Filmbühne», aprile 1927.)

## Espressionismo e modernismo
Espressionismo:
"Non respingo l'espressionismo - ha dichiarato a Peter Bogdanovich - ma ne sono molto lontano. Tutto ciò è superato. Quando ho cominciato a fare film negli Stati Uniti mi sono sbarazzato della mania del simbolismo."
E ancora, in una intervista con Jean Domarchi e Jacques Rivette, ha aggiunto:
"Non si può passare attraverso un'epoca senza prenderne qualcosa. Mi sono servito dell'espressionismo; ho cercato di digerirlo."»
(Lotte H. Eisner, Fritz Lang, pp. 121-122.)
Modernismo:
(Thomas Elsaesser, Fritz Lang: storia di due deviazioni, in Paolo Bertetto-Bernard Eisenschitz, Fritz Lang. La messa in scena, pp. 187- 197.)

## Tecnica cinematografica

### Stile
(François Truffaut, I film della mia vita, p. 72.)

### Mostrare e raccontare
(Sandro Bernardi, L'avventura del cinematografo, pp.136-139)

### La messa in scena
(Paolo Bertetto, La volontà di stile e le sue forme in Paolo Bertetto-Bernard Eisenschitz, Fritz Lang. La messa in scena, pag.81.)

## Filmografia

### Regista
- Halbblut (1919)
- Der Herr der Liebe (1919)
- I ragni: Il lago d'oro (Die Spinnen, 1. Teil: Der Goldene See) (1919)
- Harakiri (1919)
- I ragni: La nave dei diamanti (Die Spinnen, 2. Teil: Das Brillantenschiff) (1920)
- L'immagine errante (Das wandernde Bild) (1920)
- Destino (Der Müde Tod) (1921)
- Vier um die Frau (1921)
- Il dottor Mabuse (Dr. Mabuse, der Spieler) (1922)
- I nibelunghi (Die Nibelungen: Siegfried + Die Nibelungen: Kriemhilds Rache) (1924)
- Metropolis (Metropolis) (1927)
- L'inafferrabile (Spione) (1928)
- Una donna nella luna (Frau im Mond) (1929)
- M - Il mostro di Düsseldorf (M) (1931)
- Il testamento del dottor Mabuse (Das Testament des Dr. Mabuse) (1933)
- La leggenda di Liliom (Liliom) (1934)
- Furia (Fury) (1936)
- Sono innocente (You Only Live Once) (1937)
- You and Me (1938)
- Il vendicatore di Jess il bandito (The Return of Frank James) (1940)
- Fred il ribelle (Western Union) (1941)
- Duello mortale (Man Hunt) (1941)
- Confirm or Deny (non accreditato, co-regia con Archie Mayo) (1941)
- Anche i boia muoiono (Hangmen Also Die) (1943)
- Il prigioniero del terrore (Ministry of Fear) (1944)
- La donna del ritratto (The Woman in the Window) (1944)
- La strada scarlatta (Scarlet Street) (1945)
- Maschere e pugnali (Cloak and Dagger) (1946)
- Dietro la porta chiusa (Secret Beyond the Door) (1948)
- Bassa marea (House by the River) (1950)
- I guerriglieri delle Filippine (American Guerrilla in the Philippines) (1950)
- Rancho Notorious (Rancho Notorious) (1952)
- La confessione della signora Doyle (Clash by Night) (1952)
- Gardenia blu (The Blue Gardenia) (1953)
- Il grande caldo (The Big Heat) (1953)
- La bestia umana (Human Desire) (1954)
- Il covo dei contrabbandieri (Moonfleet) (1955)
- Quando la città dorme (While the City Sleeps) (1956)
- L'alibi era perfetto (Beyond a Reasonable Doubt) (1956)
- La tigre di Eschnapur (Der Tiger von Eschnapur) (1959)
- Il sepolcro indiano (Das Indische Grabmal) (1959)
- Journey to the Lost City (1959)
- Il diabolico dottor Mabuse (Die Tausend Augen des Dr. Mabuse) (1960)

### Aiuto regista (parziale)
- La signora del mondo (2º episodio) (Die Herrin der Welt 2. Teil - Die Geschichte der Maud Gregaards), regia di Joe May (1919)
- La signora del mondo (3º episodio) (Die Herrin der Welt 3. Teil - Der Rabbi von Kuan-Fu), regia di Joe May (1919)

### Sceneggiatore
- Die Peitsche, regia di Adolf Gärtner (1916)[19]
- Die Hochzeit im Excentricclub (1917)
- Hilde Warren und der Tod (1917)
- Halbblut, regia di Fritz Lang (1919)
- I ragni: Il lago d'oro (Die Spinnen, 1. Teil: Der Goldene See) (1919)
- Wolkenblau und Flimmerstern (1919)
- Totentanz (1919)
- Die Rache ist mein, regia di Alwin Neuß (1919)
- La peste a Firenze nel secolo XV (1919)
- Lilith und Ly (1919)
- Die Frau mit den Orchideen (1919)
- Bettler GmbH, regia di Alwin Neuß (1919)
- La vendetta di Maud (Die Herrin der Welt 8. Teil - Die Rache der Maud Fergusson) conosciuto anche come Die Herrin der Welt - Die Tragödie der Rache, regia di Joe May (1920)
- I ragni: La nave dei diamanti (Die Spinnen, 2. Teil: Das Brillantenschiff) (1920)
- L'immagine errante (1920)
- Destino (Der Müde Tod) (1921)
- Das indische Grabmal erster Teil - Die Sendung des Yoghi, regia di Joe May (1921)
- Das indische Grabmal zweiter Teil - Der Tiger von Eschnapur, regia di Joe May (1921)
- Vier um die Frau (1921)
- Il dottor Mabuse (Dr. Mabuse, der Spieler - Ein Bild der Zeit) (1922)
- I nibelunghi (Die Nibelungen: Siegfried), regia di Fritz Lang (1924)
- Metropolis (Metropolis) (1927)
- L'inafferrabile (Spione) (1928)
- Una donna nella luna (Frau im Mond) (1929)
- M - Il mostro di Düsseldorf (M) (1931)
- Il testamento del dottor Mabuse (Das Testament des Dr. Mabuse) (1933)
- La leggenda di Liliom (1934)
- Furia (Fury) (1936)
- Anche i boia muoiono (Hangmen Also Die) (1943)
- La tigre di Eschnapur (Der Tiger von Eschnapur), non accreditato (1959)
- Il sepolcro indiano (Das Indische Grabmal), non accreditato (1959)
- Journey to the Lost City (1959)
- Il diabolico dottor Mabuse (Die Tausend Augen des Dr. Mabuse) (1960)

### Attore
Fritz Lang compare come attore nel film Il disprezzo di Jean-Luc Godard, in cui interpreta la parte di se stesso; è inoltre presente, insieme a Godard, nel documentario Le dinosaure et le bébé (1967), di André S. Labarthe e nel documentario Fritz Lang Interviewed by William Friedkin (1974) diretto appunto da William Friedkin.

### Personaggio di un film d'animazione
Lang compare come personaggio nel film d'animazione Il conquistatore di Shamballa della serie Fullmetal Alchemist.

### Materiali di documentazione e interviste
- Paolo Bertetto-Bernard Eisenschitz, Fritz Lang. La messa in scena, Lindau, Torino 1993 ISBN 88-7180-050-8
- Peter Bogdanovich, Il cinema secondo Fritz Lang, traduzione di Massimo Armenzoni, Parma, Pratiche Editrice, 1988. ISBN 88-7380-109-9
- Georges Sturm, Fritz Lang: Films/Textes/Références, Presses Universitaires de Nancy, Nancy, 1990.
- Jean Domarchi-Jacques Rivette, Entretien avec Fritz Lang, Cahiers du Cinéma, n. 99, settembre 1959.

### Saggi italiani sull'autore
- Stefano Socci, Fritz Lang, La nuova Italia, Il Castoro Cinema, Milano 1995. ISBN 978-88-8033-022-6
- Alessandro Cappabianca-Michele Mancini, Ombre urbane, Roma 1981.
- Maurizio Ponzi, Rapporti fra uomo e società in Fritz Lang, in Film Critica, n. 149, 1964.
- Alberto Morsiani, Le trappole del desiderio, in Segnocinema, n. 38, 1989.

### Catalogo Mostre
- Comune di Roma. Assessorato alla cultura, Fritz Lang, a cura di Mario Sesti, Edizioni carte segrete, Roma 1990. Catalogo della mostra tenuta presso il Palazzo delle esposizioni di Roma dal 28 novembre al 10 dicembre e presso Il Labirinto dal 6 al 14 dicembre 1990.

### Saggi stranieri tradotti
- Lotte H. Eisner, Fritz Lang, traduzione di Margaret Kunzle e Graziella Controzzi, Mazzotta, Milano 1978. ISBN 88-202-0237-9

### Saggi stranieri non tradotti

#### In lingua tedesca
- Frieda Grafe-Enno Patalas-Hans Helmut Prinzler, Fritz Lang, Carl Hanser Verlag, München-Wien, 1976.
- Michael Toteberg, Fritz Lang, Hamburg, 1985.

#### In lingua francese
- Georges Franju, Le style de Fritz Lang, in Cinématographe, n. 3, 1937.
- Luc Moullet, Fritz Lang, Cinéma d'Aujourd'hui, Seghers, Paris 1963.
- Francis Courtade, Fritz Lang, Paris 1963.
- Claude Chabrol, Fritz Lang, in Cahiers du Cinéma, n. 54, 1955.
- Claude Beylie, L'oeuvre allemand de Fritz Lang, in L'Avant Scène Cinéma, n. 39, luglio-agosto 1964.
- Claude Beylie, L'oeuvre américaine de Fritz Lang, in L'Avant Scène Cinéma, n. 78, febbraio 1967.
- Noël Simsolo, Fritz Lang, Paris 1982.

#### In lingua inglese
- Andrew Sarris, Fritz Lang, in Film Culture, n. 228, 1963.

### Opere di carattere generale
- Georges Sadoul, Storia del cinema mondiale dalle origini ai nostri giorni, traduzione di Mariella Mammalella, Feltrinelli, Milano 1964.
- Lotte H. Eisner, Lo schermo demoniaco. Le influenze di Max Reinhardt e dell'espressionismo, traduzione di Martine Schruoffeneger, Editori Riuniti, Roma 1983. ISBN 88-359-2640-8
- Siegfried Kracauer, Il cinema tedesco da Caligari a Hitler, Milano 1977.
- Umberto Barbaro, Fritz Lang, in Il cinema tedesco, Roma 1973.
- Fernaldo Di Giammatteo, Dizionario Universale del Cinema, vol. I registi, Editori Riuniti, Roma 1984.
- Sandro Bernardi, L'avventura del cinematografo, Marsilio, Venezia, 2007. ISBN 978-88-317-9297-4
- Paolo Bertetto, Introduzione alla storia del cinema, UTET, Torino 2002. ISBN 978-88-6008-362-3

### Saggi su singoli film o periodi della carriera del regista
- Adriano Aprà, Osservazioni sull'ultimo Lang, in Filmcritica, n. 118, 1962.
- Adriano Aprà, Cloak and Dagger: esempi dello stile di Fritz Lang, in Filmcritica, 1963.
- Paolo Bertetto, Fritz Lang: Metropolis, Lindau, Torino, 1990
- Paolo Mereghetti, Dizionario dei Film, Baldini - Castoldi, Milano 1993. ISBN 88-85988-97-0
- François Truffaut, Fritz Lang in America (1958), in I film della mia vita, Marsilio, Venezia, 1978-2003.
- Goffredo Fofi, I grandi registi della storia del cinema, Donzelli, 2008.
- Renato Venturelli, L'età del noir, Einaudi Editore, Torino, 2007. ISBN 978-88-06-18718-7